# Código ATC A
Secção da lista de códigos ATC.

## A: Aparelho digestivo e metabolismo
| A01 | Preparados estomatológicos                                                                 |
| A02 | Antiácidos, medicamentos para tratamento da úlcera péptica e da flatulência                |
|     | A02A - Antiácidos                                                                          |
|     | A02B - Medicamentos para tratamento da úlcera péptica                                      |
|     | A02D - Antiflatulentes                                                                     |
|     | A02X - Outros antiácidos e medicamentos para tratamento da úlcera péptica e da flatulência |
| A03 | Agentes antiespasmódicos, anticolinérgicos e propulsivos                                   |
|     | A03A - Antiespasmódicos e anticolinérgicos sintéticos                                      |
|     | A03B - Beladona e derivados simples                                                        |
|     | A03C - Antiespasmódicos em associação com psicolépticos                                    |
|     | A03D - Antiespasmódicos em associação com analgésicos                                      |
|     | A03F - Propulsivos                                                                         |
| A04 | Antieméticos e antinauseantes                                                              |
| A05 | Terapêutica biliar e hepática                                                              |
|     | A05A - Terapêutica Biliar                                                                  |
|     | A05B - Terapêutica hepática lipotrópicos                                                   |
|     | A05C - Medicamentos para terapêutica biliar e lipotrópicos em associação                   |
| A06 | Laxativos                                                                                  |
| A07 | Antidiarréicos, agentes antiinflamatórios e antiinfecciosos intestinais                    |
|     | A07A - Antiinfecciosos intestinais                                                         |
|     | A07C - Elactrólitos com hidratos de carbono                                                |
|     | A07D - Antiprupulsivos                                                                     |
|     | A07E - Antiinflamatórios intestinais                                                       |
|     | A07F - Microrganismos antidiarreicos                                                       |
| A08 | Preparados antiobesidade, excluindo produtos dietéticos                                    |
| A09 | Digestivos, incluindo enzimas                                                              |
| A10 | Medicamentos usados na diabetes                                                            |
|     | A10A - Insulinas                                                                           |
|     | A10B - Medicamentos hipoglicemiantes orais                                                 |
| A11 | Vitaminas                                                                                  |
|     | A11A - Multivitaminas, associação                                                          |
|     | A11B - Multivitaminas, simples                                                             |
|     | A11C - Vitamina A e D incluindo associações das duas                                       |
|     | A11D - Vitamina B1, simples e em associação com vitamina B6 e B12                          |
|     | A11E - Complexo vitamínico B, incluindo associações                                        |
|     | A11G - Ácido ascórbico (vit.C, incluindo associações                                       |
|     | A11H - Outra preparações vitamínicas simples                                               |
|     | A11J - Outros produtos vitamínicos, associações                                            |
| A12 | Suplementos minerais                                                                       |
|     | A12A - Cálcio                                                                              |
|     | A12C - Outros suplementos minerais                                                         |
| A13 | Tónicos                                                                                    |
| A14 | Anabolizantes para uso sistémico                                                           |
| A15 | Estimulantes do apetite                                                                    |
| A16 | Outros produtos para as vias digestivas e metabolismo                                      |
|     | Ver artigo principal: Código ATC A16                                                       |